# NGC 6369
NGC 6369, auch Kleiner Geistnebel (engl.: Little Ghost Nebula) genannt, ist ein planetarischer Nebel im Sternbild Schlangenträger, der etwa 3.500 Lichtjahre von der Erde entfernt ist. NGC 6369 wurde von einem alternden Stern mit der Bezeichnung HD 158269 gebildet, als dieser seine äußere Hülle abgestoßen hat.
Das Objekt wurde am 21. Mai 1784 vom deutsch-britischen Astronomen Wilhelm Herschel entdeckt.
Der Nebel ist nicht mit den Objekten Geisterkopfnebel (NGC 2080) oder Geistnebel (VdB 141) zu verwechseln.